# Corallorhiza striata
Corallorhiza striata är en orkidéart som beskrevs av John Lindley. Corallorhiza striata ingår i släktet korallrötter, och familjen orkidéer.

## Underarter
Arten delas in i följande underarter:
- C. s. involuta
- C. s. striata
- C. s. vreelandii

## Bildgalleri

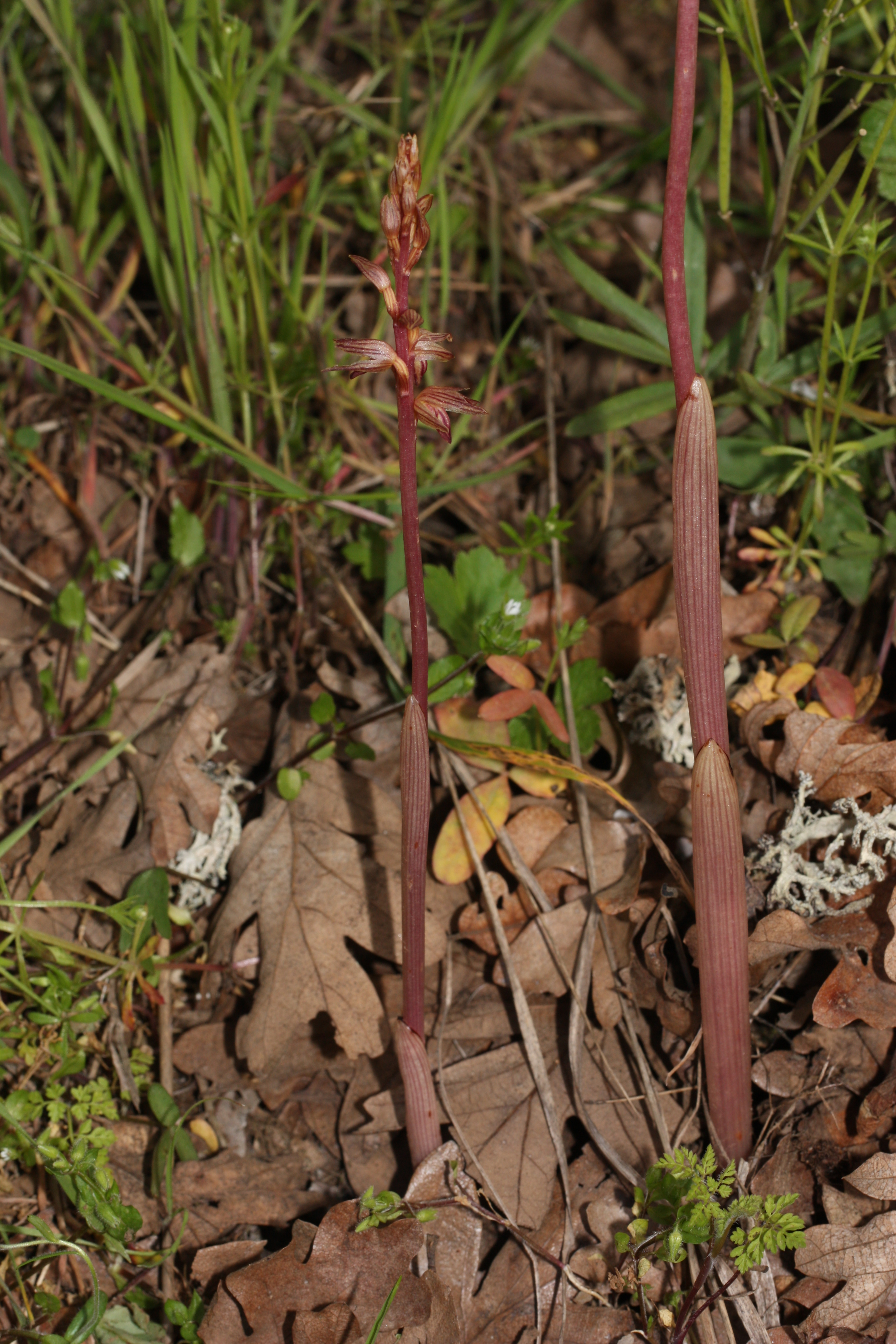
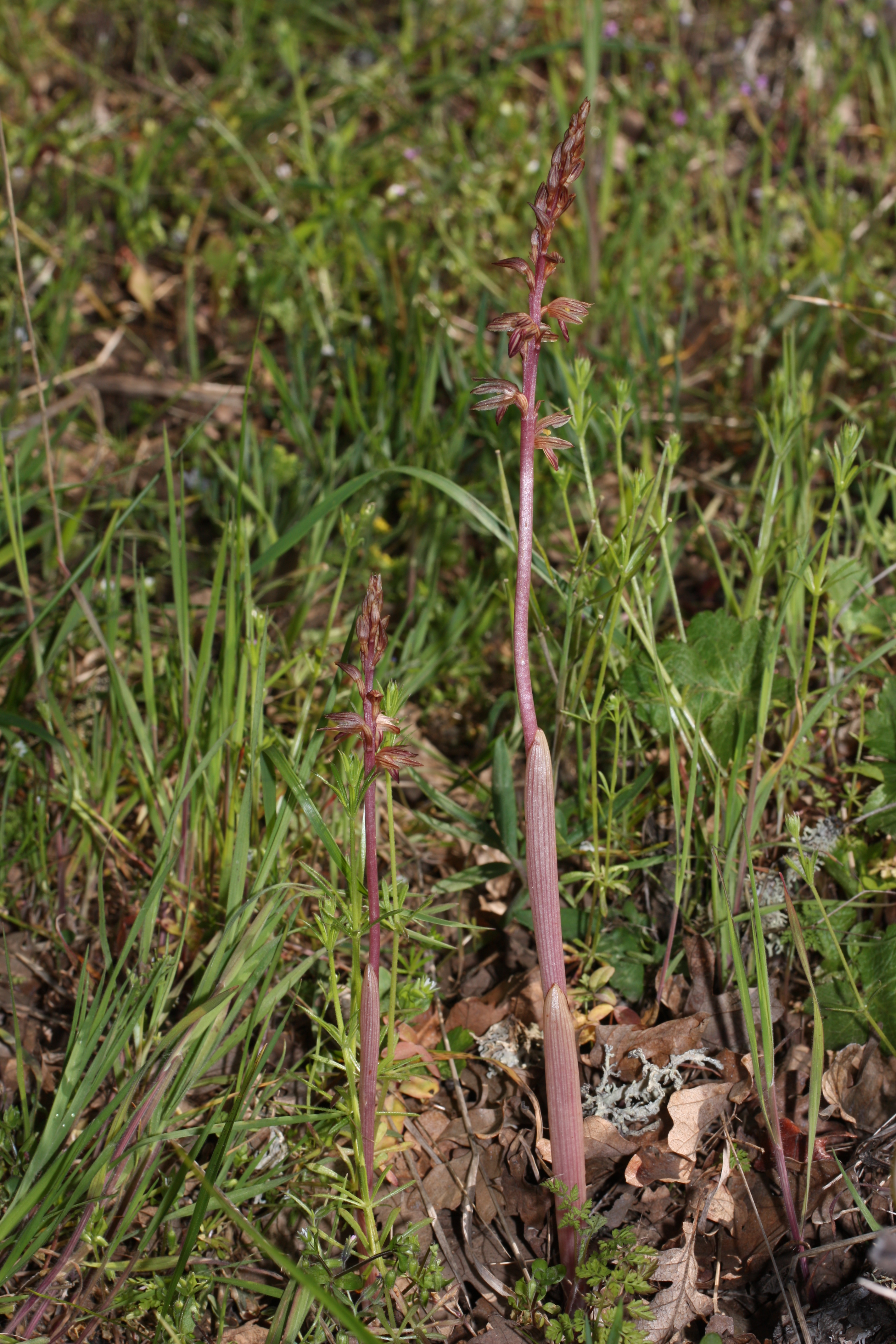
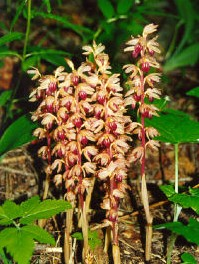
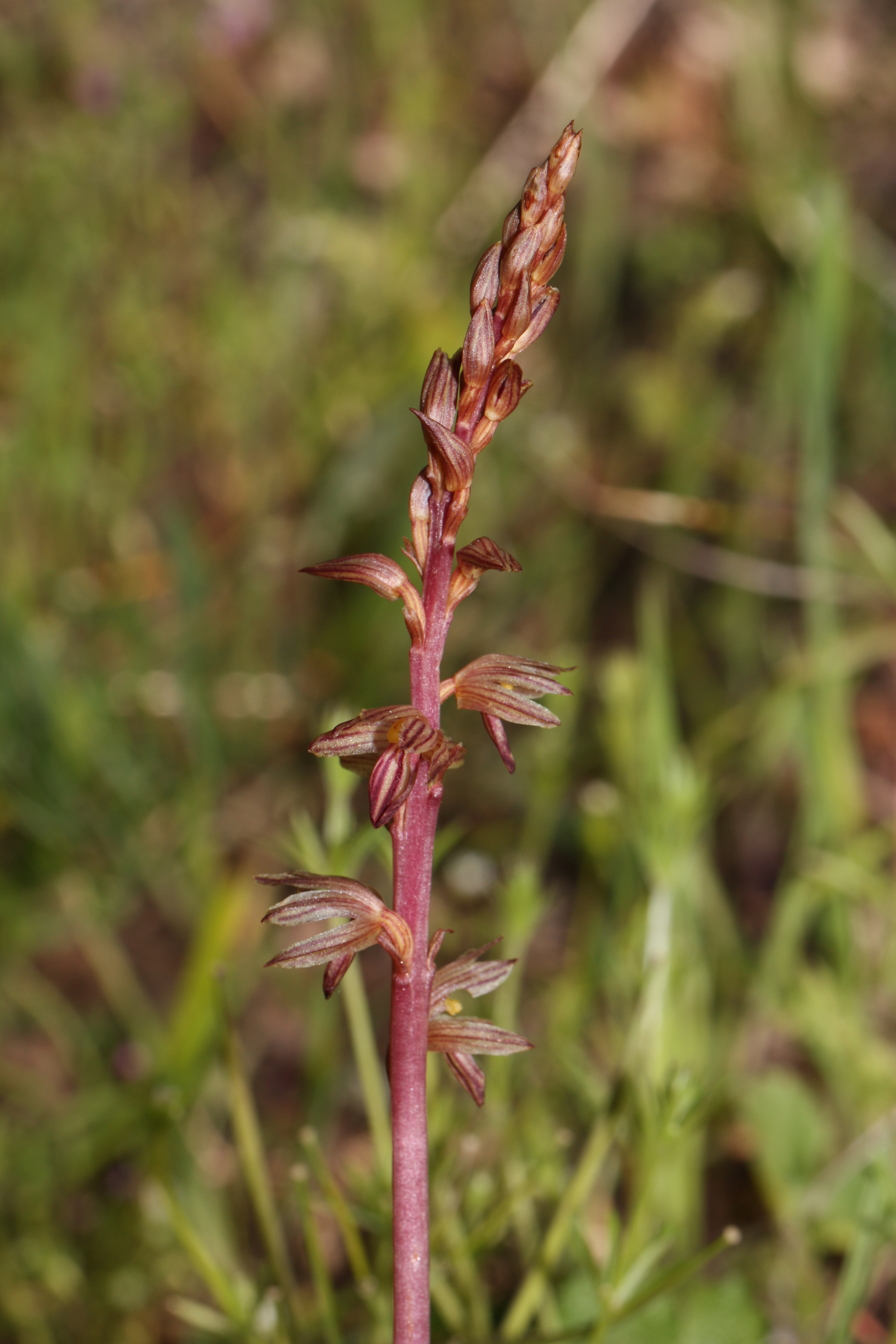
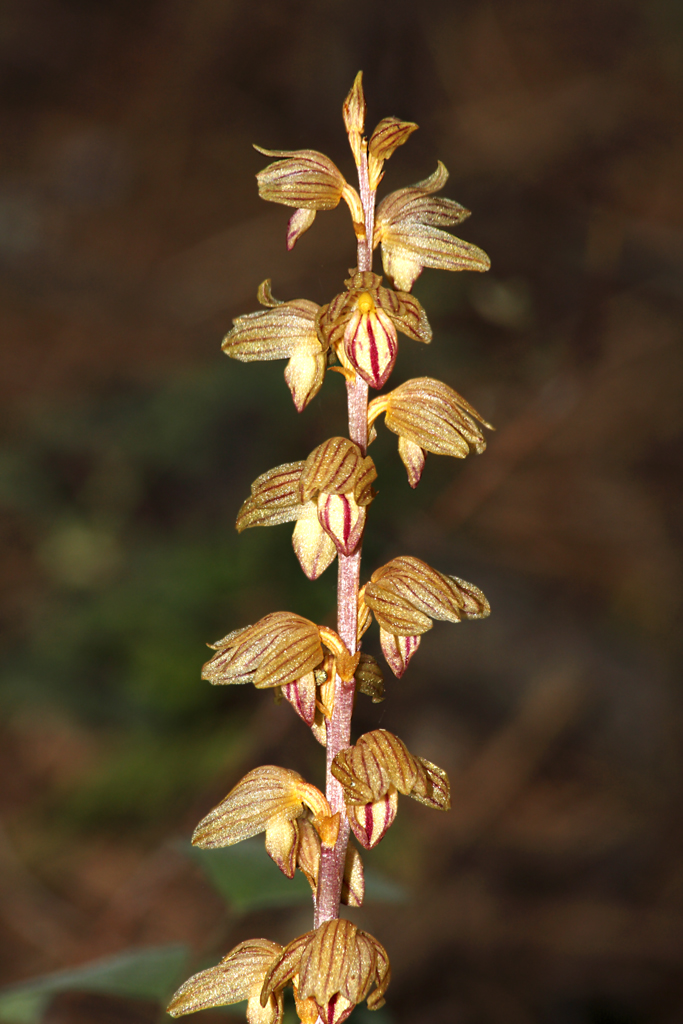
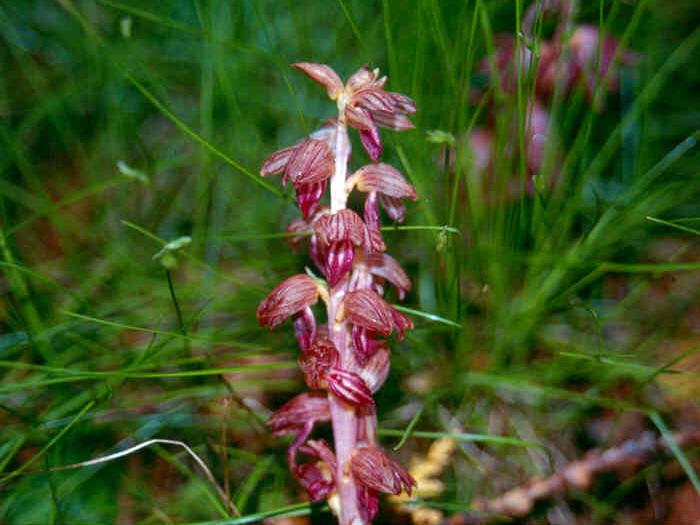